# Жима
Жима (фр. Gimat) насеље је и општина у јужној Француској у региону Миди Пирене, у департману Тарн и Гарона која припада префектури Кастелсаразен.
По подацима из 2011. године у општини је живело 193 становника, а густина насељености је износила 19,11 становника/km². Општина се простире на површини од 10,1 km². Налази се на средњој надморској висини од 110 метара (максималној 202 m, а минималној 106 m).

## Демографија
| 1962. | 1968. | 1975. | 1982. | 1990. | 1999. | 2011. |
| ----- | ----- | ----- | ----- | ----- | ----- | ----- |
| 190   | 199   | 164   | 133   | 135   | 182   | 193   |

График промене броја становника у току последњих година